# Tessa Gelisio
Tessa Gelisio, le 6 mai 1977 à Alghero, est une présentatrice de télévision, écrivain et écologiste italienne. Elle a grandi à Rosignano Marittimo.